# University of Dallas

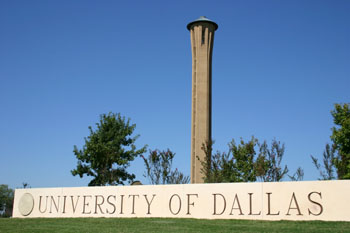

Die University of Dallas ist eine katholische Privatuniversität in Irving, Texas, USA.
Vorläufer der Hochschule war die 1905 von Vinzentinern gegründete Holy Trinity College in Dallas. Nach verschiedenen Wechseln in der katholischen Trägerschaft wurde 1956 die heutige University of Dallas gegründet.
Die Hochschule bietet Abschlüsse in grundständigen Studien („undergraduate“) und im Graduiertenprogramm („graduate“) an sowie Promotionsmöglichkeiten („PhD“) an. Sie ist AACSB-akkreditiert.

## Zahlen zu den Studierenden und den Dozenten
Im Herbst 2020 waren 2.489 Studierende eingeschrieben. Davon strebten 1.447 (58,1 %) ihren ersten Studienabschluss an, sie waren also undergraduates. Von diesen waren 55 % weiblich und 45 % männlich; 6 % bezeichneten sich als asiatisch, 2 % als schwarz/afroamerikanisch, 25 % als Hispanic/Latino und 59 % als weiß. 1.042 (41,9 %) arbeiteten auf einen weiteren Abschluss hin, sie waren graduates. Es lehrten 217 Dozenten an der Universität, davon 143 in Vollzeit und 74 in Teilzeit. 2008 waren es 2.977 Studierende und 238 Dozenten gewesen.